# Mount Ballard
Mount Ballard ist ein rund 1600 m hoher Berg im westantarktischen Ellsworthland. Er ragt im westlichen Teil der Sweeney Mountains, konkret in den Rodger-Nunatakkern, auf.
Der United States Geological Survey kartierte ihn anhand eigener Vermessungen und mittels Luftaufnahmen der United States Navy zwischen 1961 und 1967. Das Advisory Committee on Antarctic Names benannte den Berg nach Gordon E. Ballard vom United States Antarctic Program, Verantwortlicher für die Ausrüstung auf der Amundsen-Scott-Südpolstation im antarktischen Winter 1963.